# Węgrzce Wielkie (stacja kolejowa)
Węgrzce Wielkie – przystanek kolejowy w Węgrzcach Wielkich koło Niepołomic.

## Ruch pasażerski
| Rok  | Wymiana pasażerska na dobę |
| ---- | -------------------------- |
| 2017 | 300-499                    |
| 2022 | 150-199                    |
| 2023 | 200-299                    |

## Połączenia
- Kraków
- Tarnów